# Johann Hoffmann (Aufständischer)
Johann Hoffmann (* in Pleystein; † 1706 in Braunau am Inn) wurde als ein Anführer des bayerischen Volksaufstandes 1706 in Braunau am Inn enthauptet.
Der Landesdefensionkongress zu Braunau („Braunauer Parlament“) übertrug Johann Hoffmann den Oberbefehl über eine Streitmacht von (je nach Quelle) 7.000 bis 12.000 Mann. In der Schlacht von Aidenbach unterlag er am 8. Januar 1706 den kaiserlichen Truppen.